# Wuxing (köping i Kina, Heilongjiang, lat 48,17, long 129,32)
Wuxing (kinesiska: 五星, 五星镇) är en köping i Kina. Den ligger i provinsen Heilongjiang, i den nordöstra delen av landet, omkring 340 kilometer nordost om provinshuvudstaden Harbin.
Genomsnittlig årsnederbörd är 1 017 millimeter. Den regnigaste månaden är juli, med i genomsnitt 253 mm nederbörd, och den torraste är januari, med 11 mm nederbörd.